# Плавчині (фільм)
«Плавчині» — біографічна драма 2022 року, знята Саллі Ель Хосаїні за сценарієм, який вона написала разом з Джеком Торном. У фільмі зіграли Наталі Ісса, Манал Ісса, Ахмед Малек, Маттіас Швайгофер, Алі Суліман, Кінда Аллуш, Джеймс Крішна Флойд і Елмі Рашид Елмі.
Світова прем'єра фільму «Плавчині» відбулася на Міжнародному кінофестивалі в Торонто 2022 року 8 вересня 2022 року і вийшла в прокат у деяких кінотеатрах 11 листопада 2022 року, а 23 листопада 2022 року він вийшов у потоковий прокат Netflix.

## Сюжет
Історія біженки-підлітка олімпійки Юсри Мардіні, яка разом зі своєю сестрою Сарою перетягла шлюпку з біженцями в безпечне місце через Егейське море.

## Актори
- Наталі Ісса — Юсра Мардіні
- Манал Ісса — Сара Мардіні
- Ахмед Малек — Нізар
- Маттіас Швайгофер — Свен
- Джеймс Крішна Флойд — Емад
- Алі Суліман — Еззат Мардіні
- Кінда Аллуш — Мерват Мардіні
- Елмі Рашид Елмі в ролі Білала

## Виробництво
У квітні 2021 року було оголошено, що Манал Ісса та Наталі Ісса зіграли справжніх сестер Юсру та Сару Мардіні в The Swimmers для Working Title Films і Netflix.
Основну зйомку призупинили за п'ять днів до початку через пандемію COVID-19 у 2020 році. Виробництво почалося в квітні 2021 року, а зйомки проходили у Великій Британії, Бельгії та Туреччині.

## Сприйняття
На веб-сайті агрегатора рецензій Rotten Tomatoes фільм отримав оцінку 78 % на основі 23 рецензій.

## Випуск
Світова прем'єра фільму «Плавчині» відбулася на Міжнародному кінофестивалі в Торонто 2022 року 8 вересня 2022 року і він вийшов в прокат у деяких кінотеатрах 11 листопада 2022 року, а 23 листопада 2022 року вийшов у потоковий прокат Netflix.